# Bahnstrecke Torbat-e Heidarije–Herat
| Streckenlänge: | ca. 300 km           |                          |                          |
| Spurweite: | 1435 mm (Normalspur) |                          |                          |
| |                      |                          |                          |
| Betriebsstellen und Strecken |                      |                          |                          |
| \| \| \| von Maschhad und Teheran \| \| \| \| 0 \| Torbat-e Heidarije \| Torbat-e Heidarije \| \| \| \| nach Bandar Abbas \| \| \| \| ca. 30 \| Sangan \| Sangan \| \| \| ca. 52 \| Raschtichar \| Raschtichar \| \| \| ca. 97 \| Salami \| Salami \| \| \| ca. 127 \| Chaf \| Chaf \| \| \| ca. \| Shamtiq \| Shamtiq \| \| \| ca. 150 \| Iran / Afghanistan \| Iran / Afghanistan \| \| \| \| Tschahi Sorch \| \| \| \| \| Shamtegh (Shamtig) \| \| \| \| [61][Anm. 1] \| Ghurian \| Ghurian \| \| \| \| Rosnak \| \| \| \| \| Hari Rud \| \| \| \| [104] \| Robat Paryan \| Robat Paryan \| \| \| \| Chahar Khana \| \| \| \| [124] \| Flughafen Herat[2] \| Flughafen Herat[2] \| \| \| [147] \| Herat \| Herat \| \| \| \| nach Bamiyan \| \| |                      |                          |                          |
| Strecke |                      | von Maschhad und Teheran | von Maschhad und Teheran |
| Bahnhof | 0                    | Torbat-e Heidarije       | Torbat-e Heidarije       |
| Abzweig geradeaus und nach rechts |                      | nach Bandar Abbas        | nach Bandar Abbas        |
| Bahnhof | ca. 30               | Sangan                   | Sangan                   |
| Bahnhof | ca. 52               | Raschtichar              | Raschtichar              |
| Bahnhof | ca. 97               | Salami                   | Salami                   |
| Bahnhof | ca. 127              | Chaf                     | Chaf                     |
| Bahnhof | ca.                  | Shamtiq                  | Shamtiq                  |
| Grenze | ca. 150              | Iran / Afghanistan       | Iran / Afghanistan       |
| Bahnhof |                      | Tschahi Sorch            | Tschahi Sorch            |
| Bahnhof |                      | Shamtegh (Shamtig)       | Shamtegh (Shamtig)       |
| Bahnhof | [61]                 | Ghurian                  | Ghurian                  |
| Bahnhof |                      | Rosnak                   | Rosnak                   |
| Brücke über Wasserlauf |                      | Hari Rud                 | Hari Rud                 |
| Kopfbahnhof Strecke ab hier außer Betrieb | [104]                | Robat Paryan             | Robat Paryan             |
| Bahnhof (Strecke außer Betrieb) |                      | Chahar Khana             | Chahar Khana             |
| Bahnhof (Strecke außer Betrieb) | [124]                | Flughafen Herat          | Flughafen Herat          |
| Bahnhof (Strecke außer Betrieb) | [147]                | Herat                    | Herat                    |
| Strecke (außer Betrieb) |                      | nach Bamiyan             | nach Bamiyan             |

Die Bahnstrecke Torbat-e Heidarije–Herat ist eine 225 km lange eingleisige Eisenbahnstrecke in Normalspur, die die Eisenbahn des Iran mit Afghanistan verbindet.

## Technische Parameter
Die Strecke ist in der im Iran vorherrschenden Normalspur errichtet. Sie ist für eine Achslast von 22,5 t ausgelegt. Güterzüge können hier mit 80 km/h verkehren, künftiger Personenzugverkehr soll 120 km/h erreichen. Die Verantwortung für die Eisenbahninfrastruktur liegt bei der Afghanistan Railway Authority. Befahren wird die Strecke mit Fahrzeugen der Eisenbahngesellschaft der Islamischen Republik Iran (RAI).

## Geografische Lage
Die Bahnstrecke zweigt in Torbat-e Heidarije, einem Bahnhof an der Nord-Süd-Bahn des Iran, in östlicher Richtung ab. Auf iranischem Gebiet erschließt sie die Städte Sangan, Raschtichar, Salami und Chaf. Allerdings liegen die zugehörigen Bahnhöfe weit von den jeweiligen Stadtzentren entfernt. Die Strecke überschreitet die iranisch / afghanische Grenze etwa 25 km östlich von Chaf. Der Grenzbahnhof heißt Tschahi Surch. Östlich der Grenze wird die Strecke in nordöstlicher Richtung durch die Region Rebat-e Tork geführt. Die Topografie ist hier sehr gebirgig und zahlreiche Kunstbauten sind erforderlich. Im afghanischen Abschnitt der Strecke wird es nur wenige Verknüpfungspunkte mit bestehender Infrastruktur geben. In Herat wird voraussichtlich der Spurwechselbahnhof für den Übergang zwischen der 1435 mm-Spur und der 1520 mm-Spur entstehen.

## Geschichte
Die Bauarbeiten begannen im September 2016. Mehrfach gab es beim Bau Verzögerungen, zum Teil bedingt durch schwieriges Gelände.

### Iran
Die Strecke bis Chaf ging 2016 in Betrieb. Mitte 2018 war sie bis zum Grenzbahnhof Shamtiq befahrbar.

### Afghanistan
Im afghanischen Abschnitt wurde Anfang 2019 Jono, 61,2 km jenseits der Grenze, erreicht. Ab hier wurde der Bahnbau unter afghanischer Regie fortgesetzt. Im Februar 2019 fiel dazu eine positive Entscheidung der afghanischen Regierung. Ende 2020 war die Strecke bis Rosnak befahrbar. Noch vor der offiziellen Eröffnung verkehrten ein Güterzug, der 400 Tonnen Zement beförderte und ein Personenzug, mit dem Mitarbeiter der iranischen Eisenbahn zu einer Konferenz mit afghanischen Kollegen fuhren. Am 10. Dezember 2020 wurde die Strecke bis Rosnak offiziell eröffnet.
Für den abschließenden östlichen Abschnitt bis Herat hatte Italien einen Kredit über 65 Mio. Euro zur Verfügung gestellt, der innerhalb von 40 Jahren zurückgezahlt werden sollte. Ende 2019 wurde ein Vertrag mit einer kasachischen Baufirma über den Bau der Strecke unterzeichnet. Die verbleibende, noch zu bauende Strecke bestand aus zwei Baulosen: Rosnak–Robat Paryan und Robat Paryan–Flughafen Herat. Bei der Machtübernahme der Taliban in Afghanistan 2021 kam es zu Beschädigungen an der Strecke im Bereich von Rosnak. 2022 fanden Gespräche zwischen den Eisenbahnverwaltungen beider Länder statt, um die Beschädigungen zu beheben und den Weiterbau zu ermöglichen. Das war erfolgreich: Nachdem bereits am 9. Mai 2023 ein erster Güterzug die Strecke befahren hatte, wurde die Strecke am 11. Juli 2023 bis Robat Paryan formal eröffnet. Über den Bau des letzten Abschnitts zwischen Robat Paryan und Herat hat die Afghanistan Railway Authority im März 2024 einen Vertrag mit der Gama Group unterzeichnet. 2026 wird mit der Fertigstellung gerechnet.

## Verkehr
Seit 2007 besteht im westlichen Teil des im Iran gelegenen Abschnitts Güterverkehr. Über die Strecke wird das in den Bergwerken von Sangan geförderte Eisenerz abgefahren. Seit Beginn des Jahres 2015 besteht auf dem iranischen Abschnitt Personenverkehr. Der tägliche Zug Teheran–Torbat-e Heidarije verkehrt zweimal wöchentlich weiter nach und von Chaf. Betreiber des afghanischen Abschnitts der Strecke ist die Afghanistan Railway Authority (AfRA).
Die Strecke soll die erste in Afghanistan werden, auf der auch Personenverkehr angeboten wird.

## Wissenswert
Aufgrund der strategischen Bedeutung der Strecke werden Informationen dazu nur sehr zurückhaltend gegeben.